# Spector
Spector — инди-рок группа из Лондона, основанная в 2011 году. В состав группы входят Фредерик Макферсон (вокал), Томас Шикл (бас), Джед Каллен (синтезатор, гитара), Дэнни Блэнди (ударные, клавишные) и Йоанн Интонти (ударные). Дебютный альбом группы, Enjoy It While It Lasts (2012), достиг 12 позиции в UK Albums Chart и занял первую позицию в Official Record Store Chart в первую неделю после выпуска. 21 августа 2015 года вышел второй студийный альбом группы - Moth Boys. 
Все песни группы написаны фронтменом Фредериком Макферсоном ("Twenty Nothing" в соавторстве с Берманом, "All the Sad Young Men" и "Stay High" в соавторстве с Калленом).

## История
Группа была основана в 2011 году Фредериком Макферсоном, бывшим участником групп Les Incompetents и Ox. Eagle. Lion. Man. Также в первоначальный состав вошли близкий друг Макферсона гитарист Кристофер Берман, басист Томас Шикл, клавишник Джед Каллен и ударник Дэнни Блэнди. Их первое выступление состоялось в клубе Efes Snooker Club в Восточном Лондоне.  После выпуска дебютного сингла "Never Fade Away" Spector подписали контракт с Fiction Records.  5 декабря 2011 года были номинированы на BBC's Sound of 2012.  В августе 2011 года выступили на фестивале Рединг и Лидс . В феврале 2012 отыграли тур по Великобритании, а в марте выступали на разогреве у Florence and the Machine.  9 мая 2012 года выступили на BBC Radio 1. 
Дебютный альбом группы Enjoy It While It Lasts вышел 13 августа 2012 года. New Musical Express отметили схожесть альбома по стилистике с инди-диско начала 2000-х и с такими группами как The Strokes, The Killers и Razorlight.  В ревью на сайте Би-би-си альбом характеризовали как смешение стилей нью-вейва 80-х и инди 90-х. 
В июле 2013 года группу покинул гитарист Кристофер Берман. 
Второй студийный альбом, Moth Boys, вышел 21 августа 2015 года. В октябре в туре в поддержку второго альбома к группе присоединился Йоанн Интонти, который также играет в группе Les Nightingales. 
10 сентября 2016 года Spector посетили Москву  и отыграли концерт.  

## Дискография

### Синглы
- 2011
  - Never Fade Away
  - What You Wanted
  - Grey Shirt And Tie
- 2012
  - Chevy Thunder
  - Celestine
  - Friday Night, Don't Ever Let It End
- 2014
  - Don't Make Me Try
- 2015
  - All The Sad Young Men
  - Bad Boyfriend
  - Stay High
- 2016
  - Born in the EU

### Альбомы
| Название                | Дата выпуска    | Лейбл           |
| ----------------------- | --------------- | --------------- |
| Enjoy It While It Lasts | 13 августа 2012 | Fiction Records |
| Moth Boys               | 21 августа 2015 | Fiction Records |